# Corbières (Aude)
Corbières  ist eine französische Gemeinde mit 36 Einwohnern (Stand 1. Januar 2022) im Département Aude in der Region Okzitanien. Sie gehört zum Arrondissement Limoux  und zum Kanton La Haute-Vallée de l’Aude.

## Bevölkerungsentwicklung
| Jahr      | 1962 | 1968 | 1975 | 1982 | 1990 | 1999 | 2014 |
| Einwohner | 43   | 26   | 27   | 35   | 33   | 26   | 35   |

## Sehenswürdigkeiten
- Kirche Saint-André